# آنیر-ان-بسان
آنیر-ان-بسان (به فرانسوی: Asnières-en-Bessin) یک کمون در فرانسه است که در canton of Isigny-sur-Mer واقع شده‌است. آنیر-ان-بسان ۴٫۶۱ کیلومتر مربع مساحت دارد ۵۰ متر بالاتر از سطح دریا واقع شده‌است.